# 23 Korpus Zmechanizowany (ZSRR)
23 Korpus Zmechanizowany (ros. 23-й механизированный корпус) – wyższy związek taktyczny wojsk zmechanizowanych Armii Czerwonej okresu II wojny światowej.

## Formowanie
Formowanie Korpusu rozpoczęto w lutym – marcu 1941 roku w Orłowskim Okręgu Wojskowym. W dniu 9.07.1941 roku korpus wszedł w skład 19 Armii. 20.07.1941 przeformowany w 23 Korpus Strzelecki . Na bazie wyposażenia przeznaczonego dla Korpusu w rejonie Rżewa sformowano we wrześniu 1941 roku 142 i 143 Brygadę Pancerną, w składzie po ok. 10 czołgów T-34 i po ok. 50 czołgów T-26.

### Skład
- 48 Dywizja Pancerna,
- 51 Dywizja Pancerna,
- 220 Dywizja Zmotoryzowana[1] .

### Wyposażenie
W dniu 22.06.1941 r. Korpus miał na stanie:
- 413 czołgi, w tym:
  - 21 KW-1/KW-2 i T-34,
  - 6 T-37/T-38/T-40[3] .

### Dowódcy
- generał major Michaił Miasnikow